# Argenis
Argenis est un roman allégorique et politique écrit en latin par Jean Barclay en 1621, à Rome, et édité la même année à Paris par Nicolas Buon. Il est traduit très rapidement dans la plupart des langues européennes et très souvent réédité aux XVIIᵉ et XVIIIᵉ siècles. 

## Éléments de l'intrigue
L'action a lieu en Sicile, avant la conquête romaine, dans le royaume de Méléandre, tour à tour menacé par la rébellion d'un puissant vassal, Lycogène, et par l'invasion du redoutable roi de Sardaigne, Radirobane. Argénis (quasi anagramme de « regina », la reine) est la fille unique du roi Méléandre. D'une beauté et d'une intelligence hors du commun, elle représente surtout la promesse d'un accès au trône de Sicile pour Lycogène et Radirobane.  
Poliarque et Archombrote, de mystérieux étrangers, aident Méléandre et Argénis à déjouer une multitude de complots et d'entreprises guerrières. 
Barclay s'inspire librement des guerres de la fin du XVIe siècle. On peut ainsi lire l'Argénis comme un roman à clefs, en reconnaissant une figure historique derrière chaque personnage : un prince européen, un proche de l'auteur — Barclay lui-même se cache sans doute derrière Nicopompe, poète de la cour de Méléandre. Malgré la présence d'un certain Usinulca (anagramme de « Calvinus »), les luttes proprement religieuses sont un thème mineur du roman. 
L'influence du roman grec apparaît dans la trame sentimentale (qui reste cependant fortement arrimée à des enjeux politiques et dynastiques) et dans la structure générale de l’œuvre. En effet, à la manière d'Héliodore dans ses Éthiopiques, Barclay plonge son lecteur in medias res dès la première page, en retardant le dévoilement des ressorts de l'intrigue et de l'identité même des deux héros masculins.

## Première page et traduction (1623, anonyme)
Nondum orbis adorauerat Romam, nondum Oceanus decesserat Tybri, cùm ad oram Siciliae, quà fluuius Gelas maria subit, ingentis speciei iuuenem peregrina nauis exposuit. Serui ope nautarum cultum domini militarem ex alto comportabant, suspensósque per praecincta ilia equos demittebant ad litora. Ille insuetus nauigii malis, procubuerat in arenam, quaerebátque circumactum pelagi erroribus caput sopore componere : cum acutissimus clamor primum quiescentis mentem implacidâ imagine confundens, mox propius aduolutus somni ocium horrore submouit.
Avant que Rome eust subjugé (sic) l'Univers, & que l'Océan se fust rangé sous l'obeïssance du Tibre : Un jour sur le rivage de Sicile, où le fleuve Gélas se descharge dans la mer, vint prendre port un navire estranger, duquel sortit un jeune Gentil-homme de tres-bonne façon. Ceux de sa suite aydez par les matelots, tirerent dehors son esquipage, & ayant suspendu ses chevaux par dessous le ventre, les descendirent en la greve. Luy ce pendant pour n'estre pas accoustumé au travail de la marine, s'estoit couché dessus le sable, taschant de se reposer, & d'appaiser en dormant la douleur de sa teste esmeuë par le branle continuel du vaisseau. Quand voicy que soudainement il s'esleve un cry tres-violant qui commence de troubler son esprit en resvant, de quelque fascheuse representation ; puis esclatant de plus prés, l'esveille en sursaut avec une grande frayeur.